# Doti District
Doti District er et af Nepals 75 administrative og politiske regioner, betegnet distrikter (lokalt betegnet district, zilla, jilla el. जिल्ला). Doti er et distrikt i bakkeområdet Middle Hills, som ligger i Seti Zone i Far-Western Development Region.
Doti areal er 2.025 km² og der boede ved folketællingen 2001 i alt 207.066 og i 2007 231.293 i distriktet. Distriktets politiske organ District Development Committee er sammensat gennem indirekte valg, med repræsentation fra hver af de 9-17 administrative enheder ilakaer, hvert distrikt er opdelt i.
Doti District er endvidere opdelt i 51 udviklingskommuner (lokalt navn: Gaun Bikas Samiti (G.B.S.) el. Village Development Committee (VDC)), hvoraf byer med over 10.000 indbyggere kategoriseres som købstæder (municipalities).
Doti District er udviklingsmæssigt – gennem anvendelse af FN og UNDP's Human Development Index – kategoriseret som nr. 60 ud af Nepals 75 distrikter.

## Eksterne links
- Kort over Doti District Arkiveret 14. december 2007 hos  Wayback Machine
- Doti District sundhedsprofil – fra FN-Nepal (på engelsk) Arkiveret 30. september 2007 hos  Wayback Machine

29°16′N 80°56′Ø / 29.27°N 80.93°Ø